# Tunnelveiligheid
Tunnelveiligheid is de veiligheid bij tunnels. In Europa wordt de veiligheid in tunnels gecontroleerd met de Europese Tunnelrichtlijn, die onder meer in Nederland en Vlaanderen omgezet werd in lokale wetgeving. Deze werden ingevoerd na een aantal catastrofale tunnelbranden in de Alpen, onder meer de Brand in de Mont Blanctunnel in 1999.

## Risico's
Tunnels zijn gesloten constructies waar een spoor of weg doorheen voert. Dat is meteen het grootste probleem van tunnels. Mocht er in de tunnel een ongeval gebeuren, waarbij brand kan ontstaan of gevaarlijke stoffen kunnen vrijkomen, dan zijn de mogelijke gevolgen potentieel groter dan wanneer een ongeval buiten de tunnel zou plaatsvinden.
Er zijn twee verschillende soorten van veiligheid van een tunnel. De interne en de externe veiligheid. De interne veiligheid is de veiligheid van personen die zich in de tunnel bevinden en de externe veiligheid is de veiligheid van personen die zich in de omgeving van de tunnel bevinden. Deze twee soorten zijn nauw met elkaar verbonden. Incidenten in de tunnel kunnen voor zowel het gebied in de tunnel als voor de omgeving gevolgen hebben.
De volgende punten zijn risicofactoren:
- De aanwezigheid van de tunnelwand in de nabijheid van de rijstroken
- De tunnelhelling zorgt voor snelheidsverschillen
- De tunnelhelling zorgt ook voor een apart wegverloop en een kleinere zichtafstand
- De beslotenheid van de tunnel
- Grotere gevolgen van ongevallen

Er zijn wel een aantal ideeën die de veiligheid kunnen verbeteren in tunnels:
- Het aanleggen van vluchtstroken
- Het toepassen van beperkte hellingspercentages
- Het creëren van ruime bochten
- Goede kwaliteit van de verlichting
- Vermijden van in- en uitvoegingen en weefvakken

## Cijfers van (on)veiligheid in Nederland en Europa
In de periode 2004 t/m 2007 hebben in totaal 39 ongevallen plaatsgevonden met ernstig geregistreerd letsel. Hiervan zijn 3 dodelijke slachtoffers geregistreerd en 49 ziekenhuisgewonden. Dit is 1,1% van alle geregistreerde ernstige ongevallen op autosnelwegen. Dit lijkt heel weinig, maar er is in totaal slechts 22 kilometer tunnel op autosnelwegen. Het totale autosnelwegennet is 2346 kilometer. Dus 0,9% van het totale snelwegennet bestaat uit tunnel. Dit bevestigt dat tunnels relatief onveiliger zijn dan een bovengronds deel van een autosnelweg.
Verder vindt er een jaarlijkse tunneltest plaats in Europa. Hierin worden 51 tunnels getest op hun veiligheid door de ANWB en de Europese zusterclubs. Hieruit bleek dat 1 op de 5 tunnels in Europa in 2007 niet aan de veiligheidsnormen voldeed. De 2 geteste tunnels in Nederland bleken wel redelijk aan de veiligheidseisen te voldoen. Een aantal criteria waarnaar gekeken werd zijn: verkeersdrukte, percentage vrachtwagens in het verkeer, vervoer van gevaarlijke stoffen, één of tweerichtingsverkeer en de maatregelen die genomen zijn om risico’s te beperken.